# Calliandra pakaraimensis
Calliandra pakaraimensis är en ärtväxtart som beskrevs av John Macqueen Cowan. Calliandra pakaraimensis ingår i släktet Calliandra och familjen ärtväxter. Inga underarter finns listade i Catalogue of Life.